# Amintas I da Macedônia
Amintas I da Macedônia (em grego Αμύντας Ά; ca. 540 a.C. — 498 a.C.) foi um rei da Macedônia, vassalo tributário do rei Dario I, da Pérsia. Com ele pode-se dizer que se iniciou a história da Macedônia: foi o primeiro dos governantes daquela nação a se relacionar com os países vizinhos; estabeleceu uma aliança com o tirano Hípias, de Atenas, e quando este foi expulso de sua terra ofereceu-lhe o território de Ântemo, no golfo Termaico, com o objetivo de utilizar-se dos conflitos internos do mundo grego para a sua própria vantagem.

## Biografia
Durante o reinado de Amintas, Megabizo enviou sete persas à sua corte, para demandar terra e água em nome de Dario I. Os persas, porém, exigiram no banquete ver as mulheres macedônias, e, depois de vê-las, começaram a agarrá-las. Amintas, com medo dos persas, não fez nada, mas seu filho Alexandre, indignado, trocou as mulheres por rapazes sem barba, que mataram os persas, matando, em seguida, toda a comitiva persa.
Quando o persa Bubares procurou os enviados, Alexandre o corrompeu com uma grande soma em dinheiro, e dando sua irmã Gigeia em casamento.
Quando Hípias foi derrubado, Amintas ofereceu-lhe o território de Ântemo, no golfo Termaico, enquanto os tessálios ofereceram-lhe Iolco. O ex-tirano, porém, não aceitou, preferindo se retirar para Sigeu, que havia sido conquistada de Mitilene por Pisístrato e era governada pelo tirano Hegesístrato, filho natural de Pisístrato e uma mulher argiva.